# Cena Sdružení filmových a televizních herců
Cena Sdružení filmových a televizních herců (anglicky Screen Actors Guild Award, též SAG Award) je filmová a televizní cena, udílená odborovou hereckou organizací Screen Actors Guild-American Federation of Television and Radio Artists (SAG-AFTRA). První ceremoniál se konal v roce 1995.
Jako cena se předává socha nahého muže, který v rukou drží masku komedie a masku tragédie, je nazýván „Herec“. Je 41 cm vysoký a váží 5,4 kilogramů. Vyrábí ho American Fine Arts Foundry z Burbanku v Kalifornii.

## Jednotlivé kategorie

### Film
- Nejlepší mužský herecký výkon v hlavní roli
- Nejlepší ženský herecký výkon v hlavní roli
- Nejlepší mužský herecký výkon ve vedlejší roli
- Nejlepší ženský herecký výkon ve vedlejší roli
- Nejlepší výkon obsazení
- Nejlepší výkon kaskadérského souboru ve filmu

### Televize
- Nejlepší mužský herecký výkon v minisérii nebo v TV filmu
- Nejlepší ženský herecký výkon v minisérii nebo v TV filmu
- Nejlepší mužský herecký výkon v dramatickém seriálu
- Nejlepší ženský herecký výkon v dramatickém seriálu
- Nejlepší mužský herecký výkon v komediálním seriálu
- Nejlepší ženský herecký výkon v komediálním seriálu
- Nejlepší výkon obsazení dramatického seriálu
- Nejlepší výkon obsazení komediálního seriálu
- Nejlepší výkon kaskadérského souboru v seriálu

### Ostatní
- Celoživotní ocenění